# 穆尔特吉特村委员会
穆尔特吉特村委员会（俄语：Муртыгитский сельсовет）是俄罗斯联邦阿穆尔州腾达区所属的一个村委员会。其下辖有1个居民点，行政中心为穆尔特吉特。据2016年统计，该村委员会的人口为352人。